# Sante D’Orazio

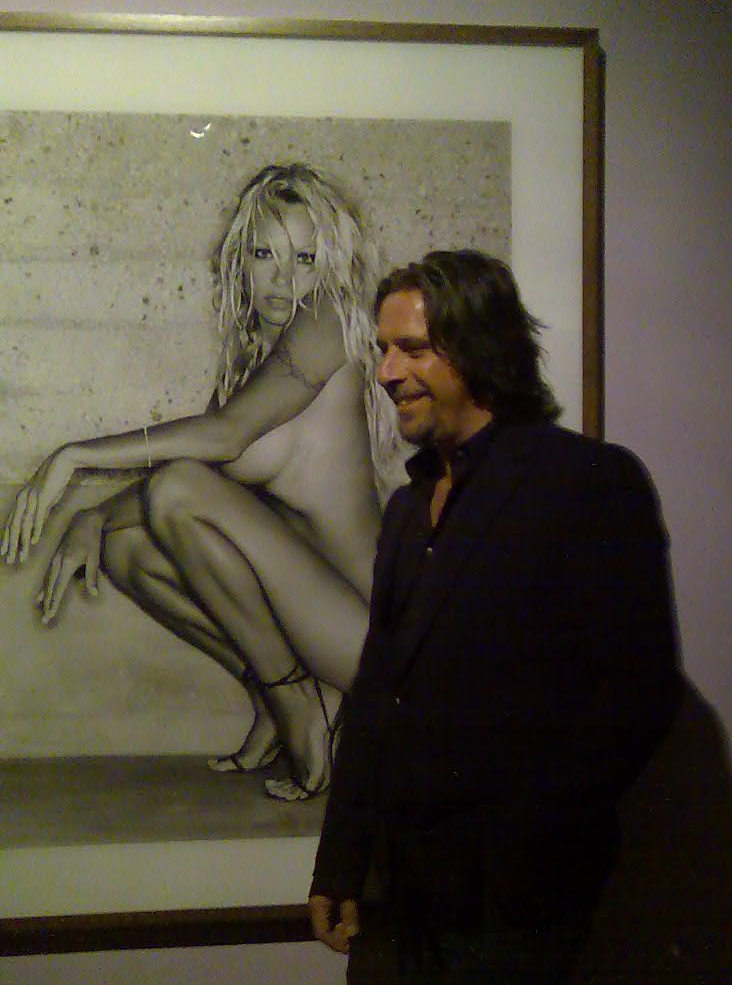
Sante D’Orazio, 2006

Sante D’Orazio (* 23. Januar 1956 in Brooklyn, New York) ist ein US-amerikanischer Fotograf. Er gilt als einer der besten Aktfotografen der Gegenwart und als Nachfolger von Helmut Newton.

## Leben
1956 in New York geboren, studierte D’Orazio zunächst am Brooklyn College Malerei und Kunst, bevor er bei Lou Bernstein die Kunst der Fotografie erlernte. Anfang der 80er-Jahre war D’Orazio als Assistent von Philip Pearlstein tätig, im Jahre 1981 erhielt er seinen ersten Auftrag für die italienische Modezeitschrift Vogue.
Ab Mitte der 1980er-Jahre wurde D’Orazio dann durch Ausstellungen in aller Welt, vor allem in Italien, Deutschland und Frankreich, bekannt. Unter anderem erhielt er 1994 den Großen Preis des International Festival of Fashion Photography.
Seit Mitte der 1990er ist D’Orazio auch im Filmgeschäft tätig und hat 1992 am 49. Filmfestival von Venedig mit dem selbstgedrehten Kurzfilm Sammy, der einen Obdachlosen in New York porträtiert, auf sich aufmerksam gemacht. Nach mehreren Aktivitäten als Regisseur von Musik- und Werbevideos hat D’Orazio erst kürzlich sein erstes Drehbuch für einen Spielfilm fertiggestellt.
Berühmtheit erlangte er vor allem für seine Playboy-Aufnahmen von Pamela Anderson und seine extrem ausdrucksstarken, oft spontan wirkenden, erotischen Schwarz-Weiß-Aufnahmen von Prominenten. Zu seinen Modellen gehörten unter anderem auch Axl Rose, Heidi Klum, Kate Moss, Prince, Ornella Muti, Mike Tyson und Cindy Crawford.

## Ausstellungen
Ausstellungsverzeichnis von Sante D’Orazio:
- 1986 Galleria d’Arte Moderna, Bologna
- 1986 Universität von Bologna
- 1991 International Festival of Fashion Photography, Barcelona
- 1992 International Festival of Fashion Photography, Monaco
- 1994 International Festival of Fashion Photography, Carousel du Louvre, Paris
- 1998 International Festival of Fashion Photography, New York
- 1998 Wanderausstellung koordiniert von David Fahey, Fahey Klein Gallery
- 1999 Ghost in the Shell: Photography in the Human Soul, The Los Angeles County Museum
- 2000 Artefiera 2000, Bologna
- 2002 Camera Works Gallery, Berlin
- 2003 Camera Works Gallery, Berlin (Rolling Stones)
- 2003 Gallery Zachsta (Staatliches Museum Warschau), Warschau
- 2004 Stellan Holm Gallery, New York (Pixels)
- 2005 Stellan Holm Gallery, New York (Pamela Anderson – Icon)
- 2005 Kunsthaus München (Pamela Anderson – Icon)
- 2006 KunstHausWien (Retrospektive auf 25 Jahre)